# Sielinko (Troszczyn)
Sielinko – część wsi Troszczyn w Polsce, położona w województwie wielkopolskim, w powiecie nowotomyskim, w gminie Opalenica.
W latach 1975–1998 Sielinko administracyjnie należało do województwa poznańskiego.